# Paleografia
La paleografia (del grec "escriptura antiga") és una ciència auxiliar de la història que estudia les escriptures (història de l'escriptura) i, en concret, l'origen i l'evolució de les formes dels signes gràfics, de cara a poder interpretar bé els documents escrits. Segons la finalitat que persegueix és paleografia elemental o paleografia crítica. La paleografia elemental persegueix adquirir el coneixement necessari per a la interpretació dels textos i la paleografia critica cerca determinar, a partir dels coneixements aconseguits amb la primera paleografia, la data i autenticitat del document.
No sols s'estudien la forma de les lletres i com es produïa la successió dels traços, ans també els trets propis de cada zona o de cada escriptori.
Pel que fa a l'escriptura, cal diferenciar entre les escriptures cursives, dels documents, i les libràries, dels llibres o còdexs.
El suport material de l'escriptura podia ser dur (pedra, metall i terrissa) o bé tou (papir, pergamí o paper).
Les principals escriptures foren la semiuncial (origen de la minúscula i de la cursiva visigòtica), la carolina (difosa en l'època carolíngia als comtats catalans des del segle ix) i la gòtica (difosa en la versió cursiva i librària als segles xiii i xv). Al final de l'edat mitjana (segle xv) se'n començà a difondre la humanística.

## Relació amb la diplomàtica
La paleográfica i la diplomàtica tenen com a objecte facilitar els coneixements teoricotècnics encaminats a facilitar l'accés a les fonts libràries i documentals escrites i, sobretot, possibilitar-ne l'estudi i la comprensió, sempre en relació directa amb la cultura, la història -general, local i institucional-, el dret, l'economia, la política i, en darrer terme, amb la genealogia, l'heràldica i la sigil·lografia. Endinsar-se en la recerca documental implica tenir uns coneixements cientificotècnics d'ordre jurídic, administratiu, històric, institucional i arxivístic, que són facilitats per la paleografia i la diplomàtica. Sense el coneixement del mètode, les tècniques i els principis cientificoculturals que vertebren aquestes ciències, no podem aprofundir, comprendre i aplicar els principis i els ensenyaments de les fonts escrites.
El terme paleografia deriva del grec palaiós i graphia, i és la ciència que estudia la història de l'escriptura en les diferents fases, les tècniques utilitzades per a escriure en les diverses èpoques, el procés de producció dels testimonis escrits i, a la fi, els productes d'aquest procés, especialment en el seu aspecte gràfic, ja siguin llibres, inscripcions, documents escrits de caràcter individual i privat.
L'SCGHSVN imparteix aquestes disciplines.

## Subdisciplines
La paleografia s'especialitza en:
- Paleografia diplomàtica: Estudia l'escriptura dels documents jurídics.
- Paleografia bibliogràfica: Estudia l'escriptura dels còdexs. Subdisciplina alhora de la bibliografia.
- Paleografia numismàtica: Estudia l'escriptura de les monedes i les medalles. Subdisciplina alhora de la numismàtica.
- Paleografia epigràfica: Estudia l'escriptura dels textos trobats a làpides i altres inscripcions arqueològiques i els materials sobre els que estan escrits.[5]